# Liste der Naturdenkmale in Ölbronn-Dürrn
| Naturdenkmale | Anzahl |
| ------------- | ------ |
| FND           | 0      |
| END           | 3      |
| Gesamt        | 3      |

Die Liste der Naturdenkmale in Ölbronn-Dürrn nennt die verordneten Naturdenkmale (ND) der im baden-württembergischen Enzkreis liegenden Gemeinde Ölbronn-Dürrn. In Ölbronn-Dürrn gibt es insgesamt drei als Naturdenkmal geschützte Objekte, keines ist ein flächenhaftes Naturdenkmal (FND), alle sind Einzelgebilde-Naturdenkmale (END).
Stand: 1. November 2016.

## Einzelgebilde (END)
| Name                                 | Bild | Kennung     | Einzelheiten  | Position | Fläche Hektar | Datum         |
| ------------------------------------ | ---- | ----------- | ------------- | -------- | ------------- | ------------- |
| Wiesen-Speierling im Brennbusch      | BW   | 82360750003 | Ölbronn-Dürrn | ⊙        | 0,0           | 19. Sep. 1988 |
| Wiesen-Speierling im Tiergarten      | BW   | 82360750004 | Ölbronn-Dürrn | ⊙        | 0,0           | 5. Aug. 2011  |
| Wiesen-Speierling in den Steckwiesen | BW   | 82360750001 | Ölbronn-Dürrn | ⊙        | 0,0           | 19. Sep. 1988 |
| Legende für Naturdenkmal             |      |             |               |          |               |               |